# Cualstibita
La cualstibita és un mineral de la classe dels òxids que pertany i dona nom al grup de la cualstibita. El seu nom fa referència als elements que la componen: Cu, Al i Sb.

## Característiques
La cualstibita és un hidròxid de fórmula química Cu₂Al(OH)₆[Sb(OH)₆]. Cristal·litza en el sistema hexagonal en cristalls prismàtics tabulars, de fins a 0,5 mm, i com a agregats radials, en crostes i de forma massiva. Està estretament relacionada amb la zincalstibita, el seu anàleg amb zinc. Se'n coneixen dos politipus, cualstibita-1T (trigonal) i cualstibita-1M (monoclínic, abans anomenada cianofil·lita). La seva duresa a l'escala de Mohs és 2.
Segons la classificació de Nickel-Strunz, la cualstibita pertany a «04.FB - Hidròxids (sense V o U) amb OH, sense H₂O; octaedres aïllats» juntament amb els següents minerals: omsita, xakhovita i zincalstibita.

## Formació i jaciments
La cualstibita és un mineral secundari que es forma per l'oxidació de dipòsits hidrotermal, polimetàl·lics de barita-fluorita. Sol trobar-se associada a altres minerals com: cornwallita, arsenogoyazita, goethita, barita, fluorita i quars.
S'han trobat jaciments de cualstibita sobretot a Europa. Va ser descoberta a la mina Clara, a la vall Rankach (Baden-Württemberg, Alemanya). També ha estat trobada a Eslovàquia, França, Itàlia, Sud-àfrica i Suïssa. Als territoris de parla catalana ha estat descrita a la mina San Miguel (Ribes de Freser, Ripollès).